# Брукі-Уніславські
Брукі-Уніславські (пол. Bruki Unisławskie) — село в Польщі, у гміні Уніслав Хелмінського повіту Куявсько-Поморського воєводства.
Населення — 451 особа (2011).
У 1975-1998 роках село належало до Торунського воєводства.

## Демографія
Демографічна структура станом на 31 березня 2011 року:
|          | Загалом | Допрацездатний вік | Працездатний вік | Постпрацездатний вік |
| -------- | ------- | ------------------ | ---------------- | -------------------- |
| Чоловіки | 220     | 51                 | 151              | 18                   |
| Жінки    | 231     | 53                 | 142              | 36                   |
| Разом    | 451     | 104                | 293              | 54                   |